# All She Wrote
All She Wrote è una canzone del gruppo musicale statunitense FireHouse, estratta come quarto e ultimo singolo dal loro album di debutto FireHouse nel novembre 1991. Ha raggiunto la posizione numero 58 della Billboard Hot 100 e la numero 25 della Mainstream Rock Songs negli Stati Uniti. Il videoclip del brano è stato girato al Tanner Amphitheater di Springdale, nello Utah.

## Tracce
1. All She Wrote – 4:27
2. Love of a Lifetime (Extremely Acoustic Version)

## Classifiche
| Classifica (1992)             | Posizione massima |
| ----------------------------- | ----------------- |
| Stati Uniti                   | 58                |
| Stati Uniti (mainstream rock) | 25                |